# Альбрехтслейте
Альбрехтслейте (нем. Albrechtsleute) или Евангелическое братство (англ. Evangelical Association; Albright Brethren) — арминианская секта, по учению и устройству общины весьма близкая к учению методистов.
Основатель её, Иаков Альбрехт (нем. Jacob Albright), сын лютеран, родился 1 мая 1759 года в Пенсильвании.
Почувствовав под влиянием проповеди одного благочестивого реформатского священника тяжкие угрызения совести и желание сделаться религиозным и исправиться, Альбрехт обратился к методистам, но они не разрешили ему проповедовать их учение среди его соплеменников немцев; несмотря на это, Альбрехт, движимый внутренним побуждением, объездил в 1796 году несколько штатов США и Канады, проповедуя покаяние.
В 1800 году он разделил своих приверженцев, по образцу методистского учения, на классы, сделавшись таким образом основателем секты.
В 1803 году был торжественно признан ими учителем и главою и управлял общиною, пользуясь почти неограниченною властью, до самой смерти своей, последовавшей 18 мая 1808 года.
Так как он проповедовал вначале исключительно среди немцев, то в первые 47 лет по основании секты число альбрехтслейте, или последователей евангелического братства Северной Америки (Evangelical Association of North America), было невелико.
С 1843 года члены секты начали распространять своё учение и среди английского населения, и в начале XX века английская ветвь общины была уже многочисленнее немецкой. С течением времени эта община распространила свою миссионерскую деятельность на Германию, где она насчитывала в 1875 году уже 6083 члена с 19 священниками и 15 церквами, преимущественно в Королевстве Вюртембергском и в Швейцарии.
В общем эта секта имела в 1876 году 100 000 взрослых последователей, 4 епископов, 780 священников-миссионеров и 520 священников, живущих оседло. По устройству общины альбрехтслейте совершенно подходят к методистам, признают возможность внезапного пробуждения совести и утверждали, что обращенные могут достигнуть полной святости на земле. Учение своё они распространяли преимущественно посредством многочисленных газет религиозного содержания.
В середине XX века Альбрехтслейте слилась с более крупными ветвями Евангельских христиан.